# Ескортні авіаносці типу «Тайо»
Ескортні авіаносці типу «Тайо» (яп. 大鷹型航空母艦)  — серія японських ескортних авіаносців часів Другої світової війни.

## Історія створення
Японці потребували авіаносці не тільки для застосування у складі флоту. Вони були необхідні для захисту торгових шляхів, навчання льотних екіпажів та транспортування літаків.
Як і ВМС західних країн, японський флот використовував для переобладнання в допоміжні авіаносці великі торгові судна, якими, в тому числі, були завчасно підготовлені лайнери типу «Ніппон Юсен Кайша».
«Тайо», перебудований в 1941 році з корабля «Касуга Мару», став першим таким кораблем та головним авіаносцем типу «Тайо». Після декількох місяців випробувань аналогічні судна «Яуота Мару» та «Нітта Мару» були перебудовані в авіаносці «Унйо» та «Чуйо».

## Представники
| Назва     | Закладка            | Спуск на воду        | Ввід в експлуатацію                                    | Доля                                                     |
| --------- | ------------------- | -------------------- | ------------------------------------------------------ | -------------------------------------------------------- |
| Тайо 大鷹 | 6 січня 1940 року   | 19 вересня 1940 року | 15 вересня 1941 року                                   | 18 серпня 1944 року потоплений підводним човном «Рашер»  |
| Унйо 雲鷹 | 14 грудня 1938 року | 31 жовтня 1939 року  | 31 березня 1940 року з 31 травня 1942 — як авіаносець  | 16 вересня 1944 року потоплений підводним човном «Барб»  |
| Чуйо 冲鷹 | 14 грудня 1938 року | 20 травня 1939 року  | 31 липня 1940 року з 25 листопада 1942 — як авіаносець | 4 грудня 1943 року потоплений підводним човном «Сейлфіш» |

## Бойове застосування
За своїми розмірами авіаносці типу «Тайо» переважали західні ескортні авіаносці, проте жоден з них не був обладнаний аерофінішером та катапультою, що в поєднанні з невеликою швидкістю японських кораблів утруднювало зліт та посадку літаків. Усі вони були потоплені американськими підводними човнами в 1943–1944 роках при виконанні допоміжних задач.